# فلوريد
هي أملاح فلور تستعمل عادة لوقاية الأسنان من الإصابة بنخر الأسنان. أهمها فلوريد الكالسيوم (CaF) وفلوريدالصوديوم (NaF) وأمين فلوريد (AmF).

## اقرأ أيضا
- ليزر تكتيكي عالي الطاقة